# Ansamblul urban „Str. Anton Seiller” din Timișoara

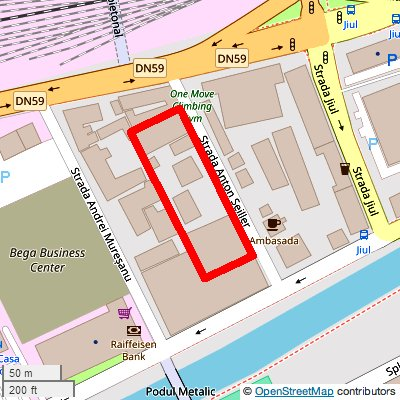
Localizarea și limitele ansamblului

Ansamblul urban „Str. Anton Seiller” este o zonă din cartierul Iosefin al Timișoarei, declarată monument istoric, având codul LMI TM-II-a-B-06112.

## Descriere
Ansamblul este format din clădirile situate pe frontul de vest al străzii Anton Seiller, numerele 1–11. Denumirea străzii este o ortografiere incorectă a numelui filantropului Anton Sailer.
Zona este importantă din punct de vedere istoric prin cele trei clădiri situate la numerele 3–7, proiectate de Eduard Reiter.

## Clădiri care fac parte din ansamblu
| Poz. | Descriere                                                                                      | Adresă, Coordonate                                                     | Data autorizării/ data terminării, Arhitect | Imagine | Note        |
| ---- | ---------------------------------------------------------------------------------------------- | ---------------------------------------------------------------------- | ------------------------------------------- | ------- | ----------- |
| 1    | Casă.                                                                                          | Str. Anton Seiller, nr. 1 45°45′01″N 21°12′54″E / 45.7502°N 21.2151°E  |                                             |         |             |
| 2    | Casa Ludmilla Lechner.                                                                         | Str. Anton Seiller, nr. 3 45°45′01″N 21°12′54″E / 45.7503°N 21.2150°E  | nov. 1898/ 1899 Eduard Reiter               |         | [ 3 ] [ 4 ] |
| 3    | Vila Eduard Reiter. Stil eclectic istoricist cu ornamente în stil neorenascentist și neobaroc. | Str. Anton Seiller, nr. 5 45°45′02″N 21°12′53″E / 45.7505°N 21.2147°E  | c. 1873 Eduard Reiter                       |         | [ 3 ] [ 5 ] |
| 4    | Vila Emilia Reiter. Ornamente în stilurile clasic și renascentist.                             | Str. Anton Seiller, nr. 7 45°45′03″N 21°12′53″E / 45.7507°N 21.2146°E  | 1899 Eduard Reiter                          |         | [ 3 ] [ 6 ] |
| 5    | Casă.                                                                                          | Str. Anton Seiller, nr. 9 45°45′03″N 21°12′53″E / 45.7509°N 21.2146°E  |                                             |         |             |
| 6    | Casă.                                                                                          | Str. Anton Seiller, nr. 11 45°45′04″N 21°12′52″E / 45.7511°N 21.2145°E |                                             |         |             |